# Call Off the Search
Call Off the Search – pierwszy album brytyjskiej piosenkarki jazzowej i bluesowej pochodzenia gruzińskiego Katie Meluy. Płyta została wydana w listopadzie 2003 r. Album dostępny również na płycie winylowej.

## Lista utworów
1. "Call Off the Search" – 3:23
2. "Crawling Up a Hill" – 3:24
3. "The Closest Thing to Crazy" – 4:12
4. "My Aphrodisiac Is You" – 3:31
5. "Learnin' the Blues" – 3:21
6. "Blame It on the Moon" – 3:45
7. "Belfast (Penguins and Cats)" – 3:20
8. "I Think It's Going to Rain Today" – 2:26
9. "Mockingbird Song" – 3:04
10. "Tiger in the Night" – 3:06
11. "Faraway Voice" – 3:12
12. "Lilac Wine" – 4:10

## Single
1. "The Closest Thing to Crazy" (1 grudnia 2003)
2. "Call off the Search – Vol.1" (15 marca 2004)
3. "Call off the Search – Vol.2" (15 marca 2004)
4. "Crawling Up a Hill" (19 lipca 2004)

## Pozycje na listach
| Lista | Kraj   | Pozycja |
| ----- | ------ | ------- |
| OLiS  | Polska | 38      |